# Benedetto Lanza
Benedetto Lanza (Firenze, 24 maggio 1924 – Firenze, 10 marzo 2016) è stato uno zoologo e biologo italiano specializzato in erpetologia. È considerato il fondatore della moderna erpetologia italiana.

## Biografia
Laureato in Medicina e Chirurgia presso l'Università di Firenze nel 1949, continuò a coltivare il suo interesse giovanile per le scienze naturali,  ottenendo nel 1956 l'incarico di assistente alla cattedra di Zoologia Generale dello stesso ateneo. Nel 1971 è nominato professore ordinario di Biologia Generale.
Negli anni '80 Lanza ebbe modo di studiare le isole satelliti della Corsica, per le quali esisteva una bibliografia naturalistica molto scarsa. Ci fu dapprima uno studio sulle piante vascolari di tutti gli scogli e gli isolotti. Lanza studiò la flora (licheni e muschi), la fauna e la vegetazione di tali isole.
Uno dei programmi zoologici della scuola fiorentina riguardò lo studio della fauna sotterranea della Somalia. In quest'ambito, emersero i risultati raggiunti da Guido Chelazzi e Marco Vannini sugli adattamenti etologici in Somalia. Maggiori gli studi sui mammiferi in Somalia e anche la tartaruga verde (Chelonia mydas).
Dal 1972 al 1992 è stato Direttore del Museo di Storia Naturale “La Specola” di Firenze.

Nel Museo si trova una miscellanea a suo nome: 236 scatole contenenti 17.125 estratti e opuscoli del secolo XX prevalentemente di argomento zoologico.
Le sue ricerche hanno riguardato soprattutto gli anfibi e rettili italiani e del Corno d'Africa ma anche i chirotteri, i molluschi e i crostacei.
È stato Presidente della Societas Europaea Herpetologica (1985-1993) e della Societas Herpetologica Italica (1993-1997) e membro onorario di varie società scientifiche nazionali e internazionali.

## Eponimi
Le seguenti specie sono state dedicate al suo nome:
- Agama lanzai Wagner, Leaché, Mazuch & Böhme, 2013
- Chalcides lanzai Pasteur, 1967
- Chthonius lanzai Caporiacco, 1947
- Emys orbicularis lanzai Fritz, 1995
- Hypsugo lanzai Benda, Al-Jumaily, Reiter & Nasher, 2011
- Myriopholis lanzai Broadley, Wade & Wallach, 2014
- Salamandra lanzai Nascetti, Andreone, Capula & Bullini, 1988

## Opere
- Lanza B., Enciclopedia del regno animale, Milano, Mondadori, 1982
- Lanza B., Poggesi M., Storia naturale delle isole satelliti della Corsica, in L'Universo, rivista di divulgazione geografica, Firenze, Istituto Geografico Militare, 1986.
- Lanza B., et al., Catalogo della mostra "Firenze e la Somalia”, Firenze 27 settembre-31 ottobre 1988, a cura di Benedetto Lanza, Alberto Breschi Eugenio Martera, Paolo Setti, Firenze, Alinea edizioni, 1988, pp. 77-99.
- Lanza B. and Leo P, Prima osservazione sicura di riproduzione vivipara nel genere Speleomantes (Amphibia: Caudata: Plethodontidae) (PDF), in Planura 2001; 13: 317-319.
- Lanza B., Nistri A., Somali Boidae (genus Eryx Daudin 1803) and Pythonidae (genus Python Daudin 1803) (Reptilia Serpentes) (PDF), in Tropical Zoology 18, 2005, S. 67–136,.